# Protoleptoneta italica
Protoleptoneta italica là một loài nhện trong họ Leptonetidae.
Loài này thuộc chi Protoleptoneta. Protoleptoneta italica được Eugène Simon miêu tả năm 1907.